# Paphiopedilum henryanum
Paphiopedilum henryanum é uma espécie de orquídea (Orchidaceae) do Sudeste Asiático.